# Fechtweltmeisterschaften 2000
Die 48. Fechtweltmeisterschaft fand 2000 in Budapest statt. Da im selben Jahr in Sydney die Olympischen Sommerspiele stattfanden, wurden lediglich die beiden nichtolympischen Wettbewerbe im Damensäbel ausgetragen.

## Damen

### Säbel, Einzel
| Platz | Land | Sportlerin        |
| ----- | ---- | ----------------- |
| 1     | AZE  | Jelena Schemajewa |
| 2     | ITA  | Ilaria Bianco     |
| 3     | GER  | Sandra Benad      |
|       | FRA  | Anne-Lise Touya   |

### Säbel, Mannschaft
| Platz | Land               | Sportlerinnen                                                       |
| ----- | ------------------ | ------------------------------------------------------------------- |
| 1     | Vereinigte Staaten | Christine Becker, Nicole Mustilli, Mariel Zagunis                   |
| 2     | Italien            | Ilaria Bianco, Gioia Marzocca, Alessia Tognolli, Anna Ferraro       |
| 3     | Frankreich         | Anne-Lise Touya, Cécile Argiolas, Ève Pouteil-Noble, Magali Carrier |